# Platylister congoensis
Platylister congoensis är en skalbaggsart som beskrevs av Thérond 1967. Platylister congoensis ingår i släktet Platylister och familjen stumpbaggar. Inga underarter finns listade i Catalogue of Life.